# Герб Порхова
Исторический герб города «По́рхова» — административного центра Порховского района Псковской области Российской Федерации.

## Описание герба
«В голубом поле древний, многопретерпевший от осад замок, начинающий возобновляться, как по истории значится».

## История герба
Исторический герб Порхова был Высочайше утверждён 28 мая 1781 года императрицей Екатериной II вместе с другими гербами городов Псковского наместничества. (ПСЗРИ, 1781, Закон № 15162).
Подлинное описание герба Порхова гласило:

 «Въ голубомъ полѣ, древній, многопретерпѣвшій отъ осадъ замокъ, начинающій возобновляться, какъ по Исторіи значится». В верхней части щита — герб Пскова.
В 1861 году, в период геральдической реформы Кёне, был разработан проект нового герба уездного города Порхова (официально не утверждён):«В лазоревом щите серебряный в развалинах замок с круглыми воротами. В вольной части герб Псковской губернии. Щит увенчан серебряной стенчатой короной и окружён золотыми колосьями, соединёнными Александровской лентой».
В советский период исторический герб Порхова (1781 года) не использовался.
Решение о возрождении или реконструкции исторического герба Порхова в качестве официального символа Порховского городского поселения не принималось.